# Türk Telekom BK
O Türk Telekom Basketbol Kulübü, é o departamento de basquetebol do clube multi-esportivo Türk Telekom GSK sediado na cidade de Ancara, Turquia que atualmente disputa a segunda divisão turca. Foi fundado em 1991 e manda seus jogos na Ankara Arena com capacidade para 10 400 espectadores.